# André Frossard
André Frossard (Colombier-Châtelot, 14 januari 1915 - Versailles, 2 februari 1995) was een Frans journalist en katholiek essayist. Hij was lid van de Académie française.

## Levensloop

### Afkomst en opleiding
André Frossard werd geboren in het departement Doubs als zoon van Ludovic-Oscar Frossard, een van de stichters van de Parti communiste français en minister in de Franse Volksfront-kabinetten. Zijn grootmoeder langs vaders zijde was van joodse afkomst, zijn grootmoeder langs moeders zijde was protestants.
De jonge Frossard werd volledig atheïstisch opgevoed. Na zijn middelbare studies ging hij naar de École nationale supérieure des arts décoratifs in Parijs. Op 20-jarige leeftijd bekeerde Frossard zich tot het katholicisme en liet hij zich dopen. Na zijn studies ging hij in de journalistiek als tekenaar en kroniekschrijver.

### Tweede Wereldoorlog
In 1936 ging Frossard bij de marine. Bij de mobilisatie voor de Tweede Wereldoorlog ging hij in het verzet. Op 10 december 1943 werd Frossard gearresteerd door de Gestapo en werd hij opgesloten in de jodenbarak van het Fort Montluc in Lyon. Frossard was een van de zeven overlevenden van de 79 gevangenen in de barak. De andere 72 werden vermoord in Bron op 17 augustus 1944.
Frossard werd door generaal de Gaulle bevorderd tot officier en werd gedecoreerd met het lint van het Legioen van Eer.

### Frossard als journalist en essayist
Na de oorlog werkte Frossard een tijdje voor de krant L'Aurore en het weekblad Temps présents om daarna over te stappen naar Le Figaro waarvoor hij ontelbare journalistieke artikels en kronieken schreef. Bij zijn pensionering in 1990 had hij zowat 15.000 artikelen geschreven. Tot aan zijn dood in 1995 bleef hij de kroniek Cavalier seul schrijven voor Le Figaro.
De essays van Frossard waren meestal religieus geïnspireerd. Zijn plotselinge, onverklaarbare bekering beschreef hij in Dieu existe, je l'ai rencontré uit 1969. In 1990 kreeg hij uit handen van paus Johannes Paulus II het grootkruis in de Orde van Pius IX.
Op 18 juni 1987 werd Frossard verkozen tot lid van de Académie française.

## Werk
- La Maison des otages, 1946
- Histoire paradoxale de la IVe République,  1954
- Le Sel de la terre,  1956
- Voyage au pays de Jésus,  1958
- Les Greniers du Vatican,  1960
- Votre humble serviteur, Vincent de Paul, 1960
- Dieu existe, je l’ai rencontré, 1969
- La France en général, 1975
- Il y a un autre monde, 1976
- Les trente-six preuves de l’existence du diable, 1978
- L’art de croire, 1979
- N’ayez pas peur, dialoog met paus Johannes Paulus II, 1982
- La Baleine et le Ricin, 1982
- L’Évangile selon Ravenne, 1984
- Le Chemin de croix, au Colisée avec Jean-Paul II, 1986
- N’oubliez pas l’amour, la Passion de Maximilien Kolbe, 1987
- Le Crime contre l’humanité, 1988
- Portrait de Jean-Paul II, 1988
- Le Cavalier du Quai Conti, 1988
- Dieu en questions, 1990
- Le Monde de Jean-Paul II, 1991
- Les grands bergers, 1992
- Excusez-moi d’être français, 1992
- Défense du Pape, 1993
- L’homme en questions, 1993
- Écoute, Israël, 1994
- L’Evangile inachevé, 1995